# Mansonia nymphaeifolia
Mansonia nymphaeifolia är en malvaväxtart som beskrevs av Gottfried Wilhelm Johannes Mildbraed. Mansonia nymphaeifolia ingår i släktet Mansonia och familjen malvaväxter. Inga underarter finns listade i Catalogue of Life.